# Arrondissement di Pontarlier
L'arrondissement di Pontarlier /põtaʁˈlje/ è un arrondissement dipartimentale della Francia situato nel dipartimento del Doubs, nella regione della Borgogna-Franca Contea.

## Storia
Fu creato nel 1800 sulla base dei preesistenti distretti. Nel 2009 vi sono stati spostati i cantoni di Pierrefontaine-les-Varans e Vercel-Villedieu-le-Camp (precedentemente nell'arrondissement di Besançon) e il cantone di Le Russey (precedentemente appartenente all'arrondissement di Montbéliard).

## Composizione
L'arrondissement è composto da 155 comuni raggruppati in 8 cantoni:
- cantone di Levier
- cantone di Montbenoît
- cantone di Morteau
- cantone di Mouthe
- Cantone di Pierrefontaine-les-Varans
- cantone di Pontarlier
- cantone di Le Russey
- Cantone di Vercel-Villedieu-le-Camp